# 日本学校大学
日本学校大学（西班牙語：Universidad NIHON GAKKO）是位于巴拉圭中央省費爾南多德拉莫拉的一所私立大学，成立于1993年。

## 概况
日本学校大学由巴拉圭教师、巴拉圭眾議院原议员迪奧尼西奧·奧爾特加及其妻子埃尔梅琳达创立，两人在创立该校以前均曾经在日本橫濱國立大學留学，主修比较教育学，奥尔特加因为有感于日本的教育理念之先进，希望将传统的日本文化和教育理念相结合，在巴拉圭创造出独特的人本教育体系，培养学生成为能够贡献巴拉圭、日本乃至国际社会的人才，回国后于1993年创立了日本学校大学，同年3月3日，巴拉圭教育部认可该校的初等教育及学前教育，该校亦于同年3月8日开始招生。其后，该校的教育及人文学院的教学理念也得到了巴拉圭教育部的认可，秋筱宫文仁亲王曾于2006年访巴期间参观该校。

## 教学内容
日本学校大学的基础、中级教育部分除了教授巴拉圭的官方语言西班牙語、瓜拉尼語以及数学、理科、社会、保健体育等政府规定的必修科目以外，日语、空手道、日本舞踊、日本茶道、華道等科目也被列入该校的必修科目。日本学校大学也为此聘用了國際協力機構派出的日本教员及日裔巴拉圭人教授日本文化相关的课程。

## 学校文化

### 校徽
日本学校大学校徽的主体部分为圆形，内绘有世界地图并展现了日本与巴拉圭的位置，圆环上下分别写有校名及校训Esfuerzo y disciplina para el éxito （西班牙语原意：为成功的努力和纪律）。校徽的最下方的蓝色绶带左右各绘有巴拉圭国旗与日本国旗，中间以平假名与日語羅馬字书有「请努力」（日语： Gambatte Kudasai */?）。

### 社团活动
日本学校大学校内除了足球俱乐部等社团之外，也设有日本語社，日本舞蹈社，茶道社，華道社，漫画研究社等与日本文化紧密关联的社团。